# Caitlin Moran
Catherine Elizabeth "Caitlin" Moran, född 5 april 1975 i Brighton, är en brittisk författare, journalist, krönikör, manusförfattare och TV-kritiker uppväxt i Wolverhampton.

## Biografi
Moran är äldst av åtta syskon och har en arbetarklassbakgrund. 15 år gammal vann hon tidningen The Observers pris för bästa unga reporter och samma år gav hon ut sin första bok The Chronicles of Narmo. Som sextonåring började hon skriva för musiktidningen Melody Maker och blev sedan krönikör i både The Observer och The Guardian. Hon ledde ett radioprogram följt av tv-programmet Naked City. Sedan många år skriver hon TV-kritik och krönikor i The Times, vilket hon tilldelats flera priser för. Vid brittiska Press Awards 2011 blev Caitlin Moran den första journalist som samma år vann i två olika kategorier – årets intervjuare och årets kritiker. 2010 prisades hon även i en tredje kategori: årets krönikör.
Hennes självbiografi Konsten att vara kvinna skrevs med målet att skapa en uppdatering av Germaine Greers feministklassiker Den kvinnliga eunucken (1970), "fast med skämt". Boken blev en bästsäljare och vann två Galaxy National Book Awards. 2013 uppgav Moran att hon även arbetade med en uppföljande bok samt en filmatisering av romanen.
2014 rapporterade BBC att Moran var den mest inflytelserika brittiska journalisten på Twitter.
Caitlin Moran är gift med Peter Paphides och har två döttrar. Familjen bor i Crouch End i norra London.

## TV
TV-serien Raised by Wolves bygger löst på Morans uppväxt i Wolverhampton, men har förlagts i nutid. Den är skriven av Caitlin Moran och hennes syster Caroline Moran, och köptes av BBC 2013. Första säsongen (bestående av 6 avsnitt) sändes på Channel 4 våren 2015, och följdes upp av säsong 2 (6 avsnitt) våren 2016. Serien lades ner av Channel 4 i augusti 2016, vilket fick Moran att via Kickstarter försöka samla tillräckligt med pengar för att kunna göra en tredje säsong. Målet var att till den 20 november 2016 ha samlat in 320 000 pund, men när deadline gick ut saknades det fortfarande nästan 120 000.